# Tecticornia arbuscula
Espèce
Classification phylogénétique
Tecticornia arbuscula est une espèce d'arbustes de la famille des Chenopodiaceae, ou des Amaranthaceae selon la classification phylogénétique originaire d'Australie.
Elle atteint 2 mètres de hauteur, avec un port en éventail. Elle a des rameaux succulents gonflés avec de toutes petites feuilles lobées,.
On la trouve sur le littoral dans les zones côtières, les estuaires ou les marais salants, en particulier les marais soumis à inondation occasionnelle par l'océan. Elle a une répartition inégale selon les pays côtiers du Sud de l'Australie, se produisant dans le sud de l'Australie-Occidentale, Australie-Méridionale, Victoria, Nouvelle-Galles du Sud et Tasmanie,,.
Publiée à l'origine par Robert Brown sous le nom de Salicornia arbuscula, elle a été transférée dans le genre Sclerostegia par Paul G. Wilson en 1980, avant d'être fusionnés dans le genre Tecticornia en 2007.

## Synonymes
- Salicornia arbuscula R.Br.
- Arthrocnemum arbuscula (R. Br.) Moq.
- Sclerostegia arbuscula (R.Br.) Paul G.Wilson